# Prey for Rock & Roll
Prey For Rock & Roll är en amerikansk film från 2003 i regi av Alex Steyermark efter manus av Cheri Lovedog och Robin Whitehouse. I huvudrollerna syns Gina Gershon, Drea de Matteo, Lori Petty, Shelly Cole och Marc Blucas.